# رون (موسيقي إيطالي)
رون (بالإيطالية: Ron)‏ هو موسيقي ومغني وملحن ومغن مؤلف إيطالي، ولد في 13 أغسطس 1953 في دورنو في إيطاليا.

## وصلات خارجية
- الموقع الرسمي
- رون على موقع IMDb (الإنجليزية)
- رون على موقع ميوزك برينز (الإنجليزية)
- رون على موقع أول ميوزيك (الإنجليزية)
- رون على موقع ديسكوغز (الإنجليزية)
- رون على موقع ديسكوغز (الإنجليزية)
- رون على موقع قاعدة بيانات الفيلم (الإنجليزية)